# James Laurinaitis
James Richard Laurinaitis (Wayzata, 3 dicembre 1986) è un ex giocatore di football americano statunitense che ha militato nel ruolo di linebacker nella National Football League (NFL). Fu scelto nel corso del second giro (35º assoluto) del Draft NFL 2009 dai St. Louis Rams. Al college ha giocato a football all’Università statale dell'Ohio. È figlio del wrestler Joe Laurinaitis, noto come Road Warrior Animal, e della sua seconda moglie Julia Lien.
Di origini lituane da parte di padre, ha un fratellastro maggiore, Joseph Peter, figlio del primo matrimonio del padre, e una sorella minore, Jessica Marie.

## Carriera professionistica

### St. Louis Rams
Laurinaitis fu scelto nel corso del secondo giro del Draft 2009 dai St. Louis Rams. Nella sua stagione da rookie disputò come titolare tutte le 16 gare stagionali venendo premiato come miglior debuttante dei Rams dopo aver terminato l'annata con 120 tackle, 2 sack e 2 intercetti. Anche nella stagione successiva partì sempre come titolare totalizzando 114 sack, 3 sack e un intercetto. Nella stagione 2011 stabilì il proprio nuovo primato terminando con 142 tackle oltre ad altri 3 sack e 2 intercetti.
Nella stagione 2012 Laurinaitis giocò per la quarta stagione consecutiva tutte le 16 partite da titolare e pareggiò il risultato dell'anno precedente con altri 142 tackle, con 2 intercetti e solo 0,5 sack nella vittoria della settimana 5 contro gli Arizona Cardinals.
Nella settimana 5 della stagione 2013, Laurinaitis mise a segno un intercetto nella vittoria sui Jacksonville Jaguars. Il secondo lo fece registrare nella vittoria a sorpresa in casa degli Indianapolis Colts nella settimana 10.
Il 27 settembre 2015, Laurinaitis col suo tackle numero 603 divenne il recordman di tutti i tempi dei Rams, superando l'Hall of Famer Merlin Olsen. Il 19 febbraio 2016 fu svincolato.

### New Orleans Saints
Il 16 marzo 2016, Laurinaitis firmò con i New Orleans Saints, con cui disputò l'ultima stagione della carriera.

## Palmarès
- Formazione ideale dei rookie (2009)
- Bronko Nagurski Trophy (2006)
- Butkus Award (2007)

## Statistiche
Statistiche aggiornate al 10 febbraio 2013